# Подземно рударство
Подземно рударство (подземна експлоатација) се односи на групу подземних рударских техника које се користе за издвајање угља, уљаних шкриљаца и друге минерале или геолошке грађе из седиментних (меких) стена. Пошто су депозити у седиментним стенама често слојевити и релативно мање тешки, рударске методе се разликују од оних који се користе за руде у магматским и метаморфним стенама. Подземне експлоатационе технике такође знатно разликујемо од оних за површинску експлоатацију.
Подземна експлоатација је много захтевнија, јер осим основне делатности копања, захтева читаву врсту мера које треба да осигурају сигуран рад, као што је: вентилација, подграђивање (делимично или потпуно), црпљење воде, откривање присутности штетних гасова и заштиту запослених рудара од њих, посебан начин транспорта минералних сировина.
Подземна експлоатација се примењује за добијање минералних сировина које се налазе у дубљим деловима Земљине коре.
Подземна експлоатација је много захтевнија, јер осим основне делатности копања, захтева читаву врсту мера које треба да осигурају сигуран рад, као сто је:вентилација, подграђивање (делимично или потпуно), црпљење воде, откривање присутности штетних гасова и заштиту запослених рудара од њих, посебан начин транспорта минералних сировина. Основне технолошке операције у јами су:
- бушење и минирање експлозивом
- транспорт и извоз минералне сировине на површину.

Главна операција у технолошком процесу добијања корисне минералне сировине је откопавање на које утицу следећи фактори: геолошки услови, хидролошке и хидрогеолошке прилике, геомеханичка својства минералне сировине и пратећих стена, квалитета минералне сировине(руде) и дубина улегања земљишта.
Стене, минерали и камење које се откопавају на овај начин: аметист, биотит, калцит, бакар, дијамант, смарагд, галенит, злато, гипс, халит.